# Gaius Helvius Cinna
Gaius Helvius Cinna († 44 v. Chr. in Rom) war ein römischer Dichter und gehörte zum Kreis der Neoteriker. Er war ein Freund Catulls und mit ihm in der cohors praetoria des Gaius Memmius, als dieser 57 v. Chr. Statthalter der Provinz Bithynia et Pontus war.
Nach Ansicht vieler Wissenschaftler ist der Dichter Cinna gleichzusetzen mit dem gleichnamigen Volkstribunen des Jahres 44 v. Chr. Dieser beantragte, zwei seiner Kollegen, Lucius Caesetius Flavus und Gaius Epidius Marullus, ihres Amtes zu entheben, als sie Königsdiademe von Statuen Caesars entfernen ließen. Aufgrund einer Verwechslung mit Lucius Cornelius Cinna wurde er im Tumult bei der Leichenfeier für Caesar ermordet.
Als Dichter stand Cinna unter dem Einfluss des Parthenios, was sich z. B. in der Stoffwahl seiner Zmyrna zeigt. Das Inzestmotiv (Liebe von Vater und Tochter) reizte wohl durch seine ungewohnten Möglichkeiten psychologischer Behandlung. Dem jungen Gaius Asinius Pollio schrieb er ein Propemptikon zum Geleit auf dessen Griechenlandreise – auch diese Form individuell adressierter Dichtung ist rasch beliebt geworden. Vollständig erhalten ist nur ein dem Kallimachos nachgedichtetes Epigramm.